# Klaus Frühhaber

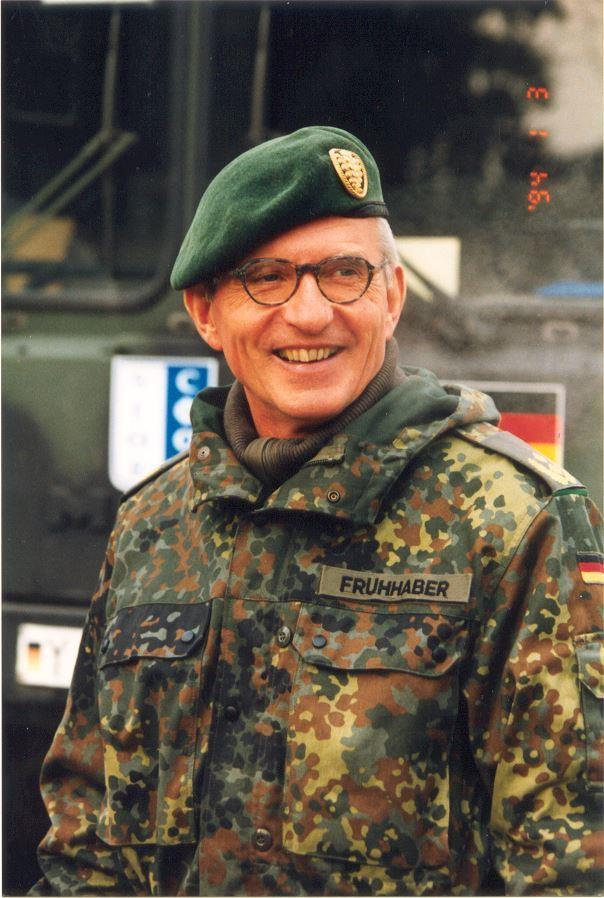
Klaus Frühhaber

Klaus Frühhaber (* 29. November 1939 in Weiden in der Oberpfalz) ist ein deutscher Offizier und Generalmajor außer Dienst des Heeres der Bundeswehr.

## Militärische Laufbahn
Frühhaber trat 1958 in die Bundeswehr ein und wurde zum Offizier der Infanterie ausgebildet. Von 1961 bis 1969 durchlief er Verwendungen als Zugführer, S2/S1, Hörsaaloffizier und Kompaniechef. Nach der Absolvierung des 13. Generalstabslehrganges an der Führungsakademie der Bundeswehr von 1970 bis 1972, wo er zum Offizier im Generalstabsdienst ausgebildet wurde, folgten Verwendungen als Generalstabsoffizier in der Panzergrenadierbrigade 17 in Hamburg und an der Führungsakademie. Anschließend führte er das Panzergrenadierbataillon 332 in Fürstenau von 1977 bis 1978. Danach wurde er im Führungsstab des Heeres Referent für Ausbildung und danach für Pressearbeit beim Inspekteur des Heeres. Frühhaber war dann von 1982 bis 1987 Stabsoffizier beim Chef des Stabes FüS im Bundesministerium der Verteidigung, Lehrgangsteilnehmer am NATO Defense College in Rom und Abteilungsleiter für Operationsplanung und -führung bei der Heeresgruppe Mitte (CENTAG)in Heidelberg. Danach übernahm er die Panzergrenadierbrigade 32 in Schwanewede (1987–1990).
Nach der Kommandeursverwendung war Frühhaber bis zum 31. März 1994 Chef des Stabes des III. Korps und für den Rest des Jahres 1994 Chef des Stabes im Heeresführungskommando in Koblenz. Am 1. April 1995 wurde er Befehlshaber im Wehrbereich IV (Hessen, Rheinland-Pfalz und Saarland) und Kommandeur der 5. Panzerdivision in Mainz. In dieser Position blieb er bis 30. September 1997.
In dieser Zeit war er von 1996 bis 1997 auch als nationaler Befehlshaber des deutschen Kontingents, stellvertretender Kommandeur Logistik (Bosnien-Herzegowina) und Kommandeur Logistikkommando (Kroatien) bei SFOR im Auslandseinsatz.
Als stellvertretender Kommandierender General des II. (Deutsch-Amerikanischen) Korps und Kommandeur der Korpstruppen in Ulm trat Frühhaber im Frühjahr 2000 in den Ruhestand.

## Privates
Frühhaber ist verheiratet und hat vier Töchter.